# Socialdemócratas (Eslovenia)
Los Socialdemócratas (en esloveno: Socialni demokrati) son un partido político de Eslovenia, de centroizquierda, liderado por Borut Pahor. El partido ocupó el cuarto lugar en las elecciones parlamentarias de Eslovenia de 2022.

## Historia

### Constitución del partido
Antes de las elecciones de 1992, las fuerzas de izquierda entraron en debates y discusiones. Coincidieron en formar una coalición de nombre Lista Unida, de tinte socialista. Esa coalición fue compuesta por el Partido Democrático de las Reformas Eslovenas (SDP) (antigua Liga de los Comunistas de Eslovenia), la Unión Socialdemócrata (USD), el Partido de los Trabajadores Eslovenos (PTE), y el Partido Democrático de los Jubilados Eslovenos (PDJE). Después de buenos resultados electorales (14 miembros en el parlamento), tres de los partidos de la coalición (SDP, PTE, USD) decidieron formar un nuevo partido. Ese partido se llamó Lista Unida de los Socialdemócratas (ZLSD).
En noviembre de 1995, el partido aprobó su programa titulado "Socialdemócratas:Programa para Eslovenia".

### La era "Pahor"
En el tercer congreso nacional del ZLSD, en 1997, el partido eligió a Borut Pahor como presidente.
En las elecciones legislativas del 3 de octubre de 2004, el partido obtuvo 10,2% de los votos, y 10 escaños de 90, en el parlamento.
Para las elecciones legislativas de septiembre de 2008, los Socialdemócratas son favoritos.

## Presidentes
- Ciril Ribičič, 1990-1993
- Janez Kocijančič, 1993 - 1997
- Borut Pahor, 1997 - presente

## Resultados electorales

### Parlamento
| Elección | Votos   | %    | Escaños | +/– | Posición | Gobierno              |
| -------- | ------- | ---- | ------- | --- | -------- | --------------------- |
| 1990     | 186,928 | 17.3 | 14/80   | 14  | 1.º      | Oposición             |
| 1992     | 161,349 | 13.6 | 14/90   | 0   | 3.º      | Coalición             |
| 1996     | 96,597  | 9.0  | 9/90    | 5   | 5.º      | Oposición             |
| 2000     | 130,079 | 12.0 | 11/90   | 2   | 3.º      | Coalición             |
| 2004     | 98,527  | 10.1 | 10/90   | 1   | 3.º      | Oposición             |
| 2008     | 320,248 | 30.4 | 29/90   | 19  | 1.º      | Coalición             |
| 2011     | 115,952 | 10.5 | 10/90   | 19  | 3.º      | Oposición (2011-2013) |
| 2011     | 115,952 | 10.5 | 10/90   | 19  | 3.º      | Coalición (2013-2014) |
| 2014     | 52,249  | 5.9  | 6/90    | 4   | 4.º      | Coalición             |
| 2018     | 88,524  | 9.9  | 10/90   | 4   | 3.º      | Coalición (2018-2020) |
| 2018     | 88,524  | 9.9  | 10/90   | 4   | 3.º      | Oposición (2020-2022) |
| 2022     | 78,393  | 6.66 | 7/90    | 3   | 4.º      | Coalición             |

### Presidencial
| Elección | Candidato           | 1.ª Vuelta | 1.ª Vuelta   | 2.ª Vuelta | 2.ª Vuelta   |
| Elección | Candidato           | # votos    | % porcentaje | # votos    | % porcentaje |
| -------- | ------------------- | ---------- | ------------ | ---------- | ------------ |
| 2002     | Lev Kreft           | 25,715     | 2.25         |            |              |
| 2007     | Apoyó a Danilo Türk | 241,349    | 24.47        | 677,333    | 68.03        |
| 2012     | Borut Pahor         | 325,406    | 39.93        | 474,309    | 67.44        |
| 2017     | Borut Pahor         | 355,117    | 47.21        | 375,106    | 52.98        |
| 2022     | Milan Brglez        | 134,726    | 15.45        |            |              |

### Parlamento Europeo
| Elección | Votos  | %     | Escaños | +/– | Posición |
| -------- | ------ | ----- | ------- | --- | -------- |
| 2004     | 61.672 | 14,15 | 1/7     |     | 4.º      |
| 2009     | 85.407 | 18,43 | 2/8     | 1   | 2.º      |
| 2014     | 32.484 | 8,08  | 1/8     | 1   | 5.º      |
| 2019     | 89.936 | 18,66 | 2/8     | 1   | 2.º      |
| 2024     | 52.390 | 7,77  | 1/9     | 1   | 4.º      |